# Basketbal Club Terlanen Overijse
Basketbal Club Terlanen Overijse (BCTO) is een basketbalclub in Overijse. Thuisbasis is sporthal Den Heurk in Overijse. 
Basketbalclub Terlanen Overijse is een competitieclub aangesloten bij de Vlaamse Basketbal Liga.
In het seizoen 2011/12 telt de club 11 ploegen: Seniors A (eerste provinciale), Seniors B (derde provinciale), Masters (veteranencompetitie P1), Cadetten (1994-1995), Miniemen (1996-1997), Pupillen (1998-1999), Benjamins A (2000-2001), Benjamins B (2000-2001), Microben A (2002-2003), Microben B (2002-2003) en Prémicroben (2004-2005).